# گورژوف ویلکوپولسکی
گورژوف ویلکوپولسکی (به انگلیسی Gorzów Wielkopolski) (به آلمانی Landsberg an der Warthe) شهری در غرب کشور لهستان است. جمعیت این شهر در سال ۲۰۰۹ بالغ بر ۱۲۵۱۴۹ نفر بوده است. 

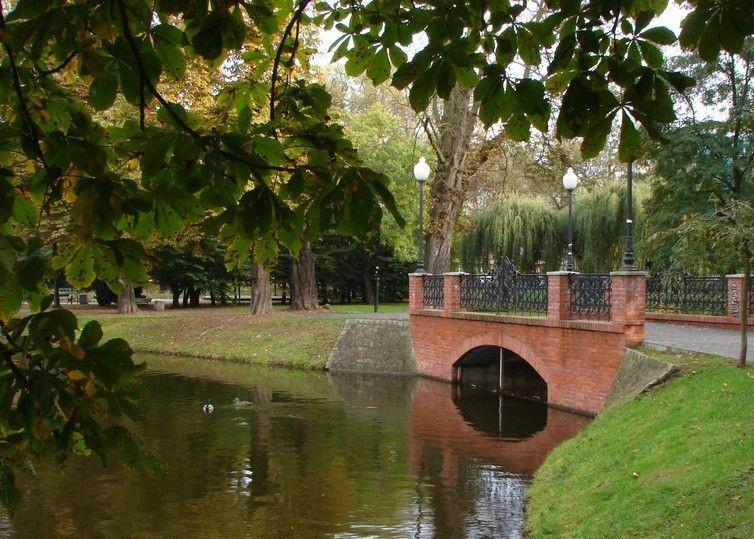